# Paul Accola
Paul Accola, född 20 februari 1967 i Davos, är en schweizisk före detta alpin skidåkare. 
Accola vann totalt sju tävlingar i världscupen och vann även den totala världscupen 1992. 
Accola deltog vid fem olympiska spel och totalt blev det en medalj i kombination från OS 1988 i Calgary. Det blev även tre medaljer vid VM varav alla i kombination.